# Sébastien Mercier (rugby à XV)
Pour les articles homonymes, voir Sébastien Mercier et Mercier.
Sébastien Mercier, né le 26 septembre 1984 à Perpignan (Pyrénées-Orientales), est un joueur de rugby à XV et à sept français qui évolue au poste de centre (1,84 m pour 82 kg).
Il a joué deux matchs du Top 16 avec Perpignan en 2003-2005. Avec Montpellier, il dispute huit matchs de Top 14 et trois de challenge européen.

## Carrière

### En club
- jusqu'en 2005 : USA Perpignan (Top 16)
- 2005-2007 : Montpellier RC (Top 14)
- 2007-2008 : ES Catalane (Fédérale 1)

#### Palmarès
- Vice-champion de France Espoirs 2007 avec le Montpellier HR[1]

### En sélection nationale
- Équipe de France de rugby à sept (participation aux tournois de Dubaï 2005, Hong-Kong / Singapour 2006 et San Diego 2007)
- Équipe de France -19 ans :
  - 2003 : participation au championnat du monde en France, 3 sélections (Canada, Pays de Galles, Afrique du Sud).
  - 6 sélections en 2002-2003.
- Équipe de France -18 ans